# They all went to Mexico
They all went to Mexico is een single van Carlos Santana, met als gasten Willie Nelson en Booker T. Jones. De single is afkomstig van zijn studioalbum Havana moon. Het lied is geschreven door folk/countryzanger Greg Brown. Mexico is een metafoor. Brown is in het lied verlaten door zijn vrouw, vriend en zelfs zijn hond en ezel lieten hem in de steek. De werkelijkheid was waarschijnlijk omgekeerd, aldus een artikel in de The New Yorker. Carlos Santana is zelf Mexicaan van geboorte.

## Hitnotering
Het plaatje werd alleen een hit in Nederland en België.

### Nederlandse Top 40
| Positie: | 21 | 11 | 7 | 7 | 16 | 28 | 37 | uit |

### NederlandseMega Top 50
| Positie: | 40 | 15 | 10 | 6 | 9 | 15 | 21 | 37 | 47 | uit |

### BelgischeBRT Top 30
| Positie: | 8 | 10 | 15 | - | 24 | uit |

### VlaamseUltratop 50
| Positie: | 23 | 25 | 9 | 5 | 9 | 24 | 28 | 40 | uit |

### NPO Radio 2 Top 2000
They all went to Mexico stond alleen in 2000 in de NPO Radio 2 Top 2000, op plek 1867.